# 坝美

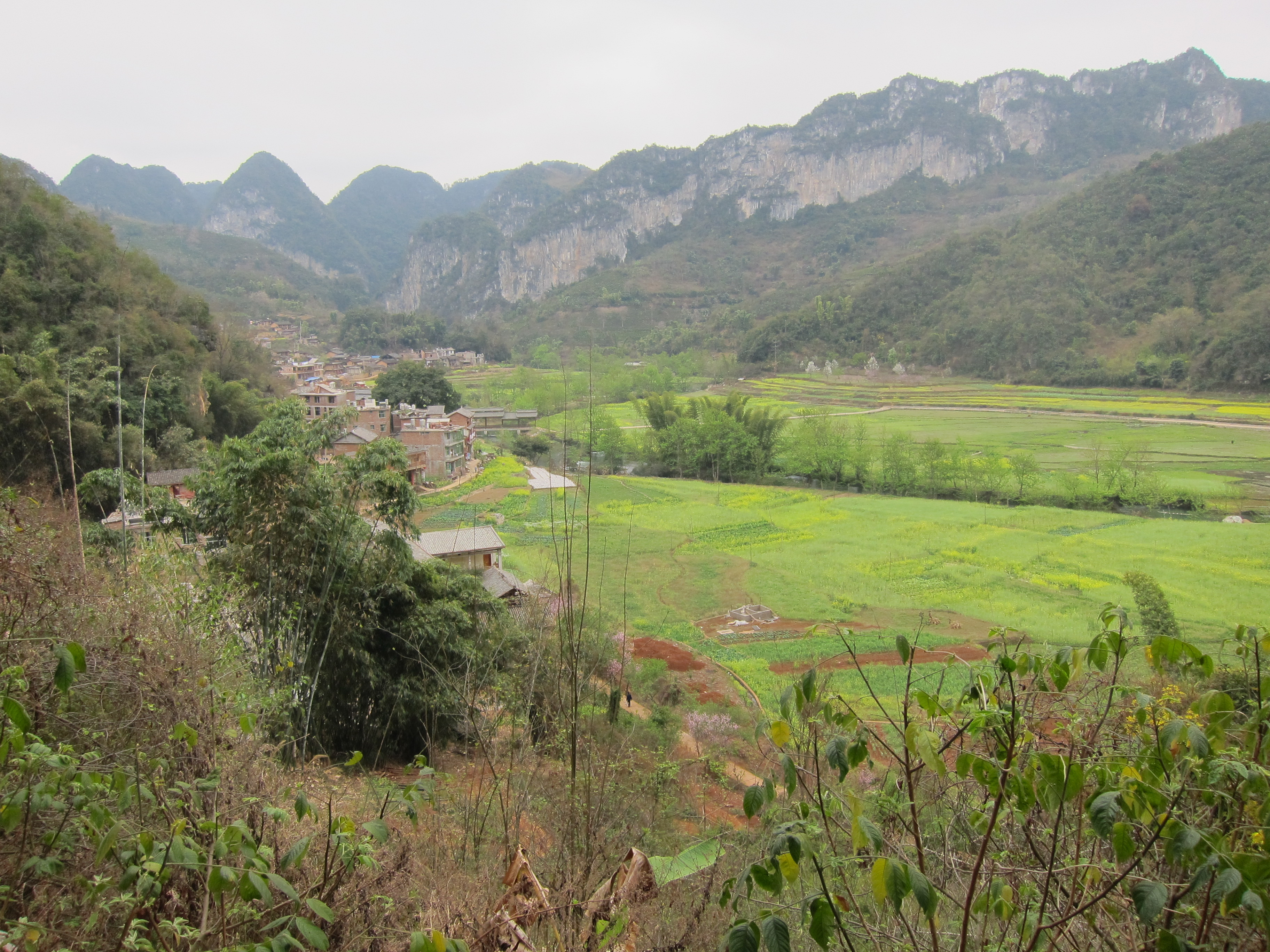
坝美

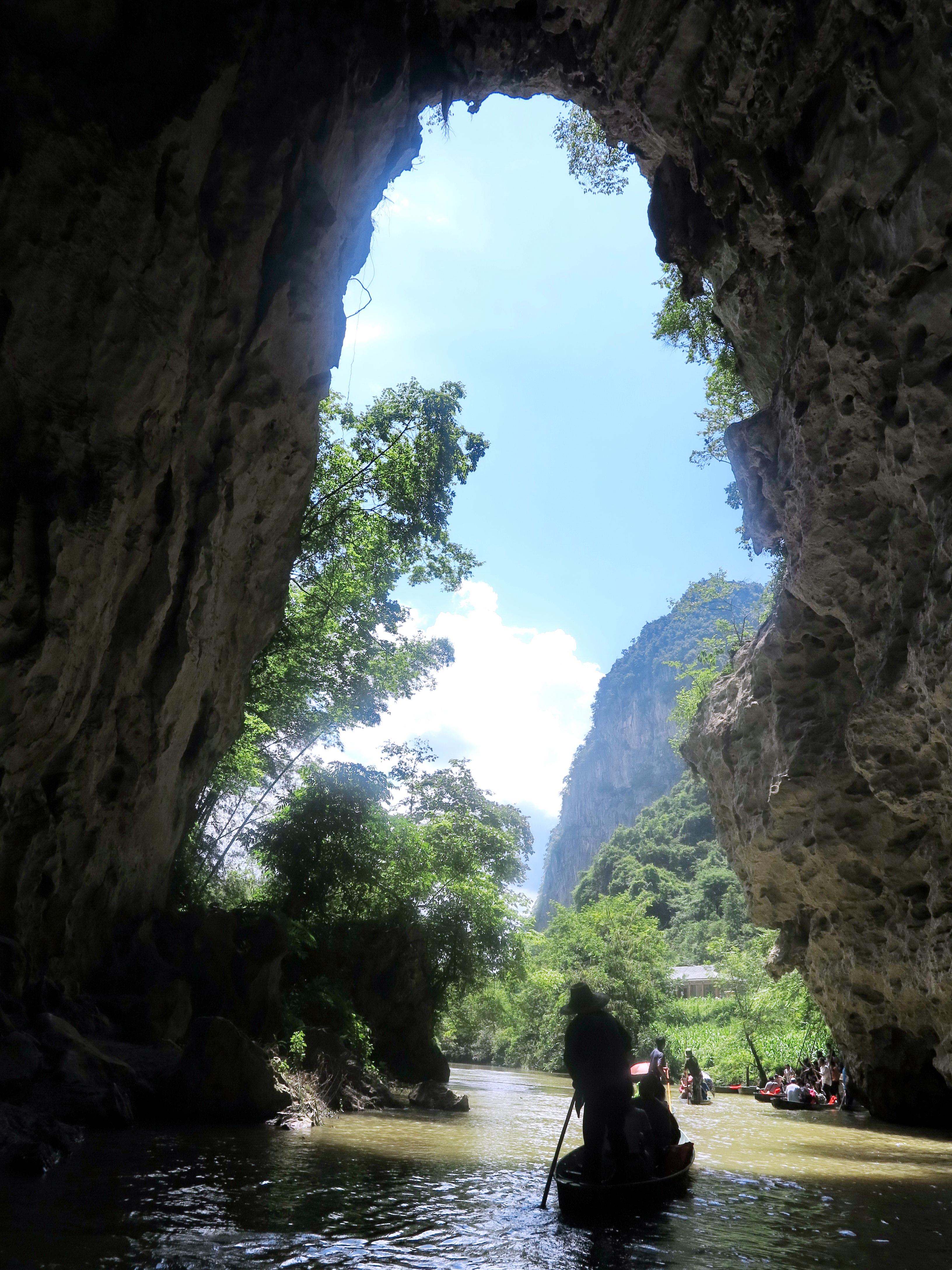
出洞口

坝美是中华人民共和国云南省文山壮族苗族自治州广南县的一个村庄，居民为壮族。
坝美位于一个群山环抱的坝子（盆地）中，不通公路，与外界的交通必经两个约1公里长的幽暗的石灰岩水溶洞，到达法利村。村民保持传统的生活方式，被称为世外桃源。